# 有度村
有度村（うどむら）は静岡県の中部、有渡郡・安倍郡に属していた村である。現在の静岡市清水区南西部にあたる。

## 地理
- 山：有度丘陵（有度山、日本平）

## 歴史
- 1889年（明治22年）4月1日 - 町村制の施行により、吉川村、長崎村、長崎新田、堀込村、北脇村、北脇新田、渋川村、上原村、半左衛門新田、楠村、楠新田、七ツ新屋村、七ツ新屋新田、今泉村の大部分、有東坂村の大部分、草薙村、馬走村、中吉田村、谷田村、中之郷村、平沢村、船越村（一部）が合併して有渡郡有度村が発足。（郡名は「有渡」であるが、村名は「有度」）
- 1896年（明治29年）4月1日 - 郡制の施行により、所属郡が安倍郡に変更。
- 1955年（昭和30年）4月1日 - 清水市に編入。同日有度村廃止。
- 1958年（昭和33年）4月1日 - 中吉田、平沢の全域と、谷田の一部、中之郷の一部を清水市から静岡市に編入。（静岡市に編入された「中之郷」は、旧美和村の「中ノ郷」と類似町名のため1958年11月1日「弥生町」に町名変更された。）
- 2003年（平成15年）4月1日 - 清水市が静岡市と合併し、改めて静岡市が発足。
- 2005年（平成17年）4月1日 - 静岡市の政令指定都市移行に伴い、旧村域のうち旧清水市の地域は清水区、旧静岡市の地域は駿河区（ごく一部は葵区）となる。

## 交通

### 鉄道路線
- 日本国有鉄道
  - 東海道本線
    - 草薙駅
- 静岡鉄道
  - 静岡清水線
    - 草薙駅 - 有度学校前駅（現御門台駅） - 狐ヶ崎駅

現在は静岡清水線県立美術館前駅が旧村域内に所在するが、当時は未開業。

### 道路
- 国道1号（東海道）